# 박도현 (축구인)
박도현(한국 한자: 朴度賢, 1980년 7월 4일 ~ )은 대한민국의 전 축구 선수이며, 포지션은 미드필더였다.